# Valkyria Chronicles
Valkyria Chronicles també conegut en el Japó com Battlefield Valkyria: Gallian Chronicles (戦場のヴァルキュリア -Gallian Chronicles-, Senjō no Varukyuria -Gallian Chronicles-), és un videojoc J-RPG tàctic (SRPG) desenvolupat i publicat per Sega en exclusiva per a PS3. El joc va ser llançat al Japó el 24 d'abril del 2008, i les corresponents versions Europea i Nord Americana van ser llançades en el 31 d'octubre i el 4 de novembre del 2008 respectivament.
El joc es desenvolupa en una versió de l'Europa de l'any 1935. Per l'abundància de menes de 'ragnite', un mineral que pot refinar-se en un poderós combustible, la nació neutral de Gàl·lia és blanc de l'atac de l'Aliança Imperial, que al seu torn està embarcada en una guerra amb la Federació Atlàntica. Els jugadors prenen el control dels insurgents ciutadans de Gàl·lia, motivats per a repel·lir la invasió. El motor gràfic del títol és una de les característiques més ressenyables del mateix gràcies al seu acabat amb estil de dibuix a manera d'aquarel·la, aquest acabat ho aconsegueix gràcies al motor gràfic dissenyat per la mateixa Sega anomenat SEGA CANVAS.

## Argument
Quan les forces imperials ataquen un poble fronterer anomenat Bruhl, Welkin Gunther, fill del General Belgen Gunther, és forçat a lluitar per la seva vida. Acompanyats per la germana adoptada de Welkin, Isara, s'embarquen camí a la capital de Gàl·lia i d'aquesta manera unir-se a la milícia. Com a integrants del recentment format Escuadron 7, hauran de treballar per repel·lir la invasió i descobrir d'aquesta manera els veritables propòsits de l'atac.

## Jugabilitat
Valkyria Chronicles utilitza un sistema de combat basat en torns anomenat BLiTZ (Battle of Live Tactical Zones). Entre els torns de combat al jugador se li convida a utilitzar un mapa amb perspectiva aèria on podrà observar tot el camp de batalla i les unitats aliades i enemigues. Des del mapa es poden seleccionar les unitats aliades (Command Mode) i d'aquesta manera controlar-les en tercera persona (Action Mode). Durant l'Action Mode les accions i el moviment transcorren en temps real, totes aquestes accions limitades per punts AP representats en una barra. Addicionalment el jugador pot fer-se càrrec de la punteria dels personatges durant el Target Mode habilitant la possibilitat de realitzar trets al capdavant i altres accions avantatjoses. En prendre el control de les unitats es gasten els anomenats Commmand Points, quan aquests punts s'esgoten es dona per finalitzat el torn del jugador.
Cada personatge del joc té certes habilitats enfocades al seu rol, per exemple Alicia és una "scout" que porta un rifle de rang mitjà (en l'animi aquest rifle és idèntic a un M14 nord-americà, arma que en "el nostre" 1935 encara no s'havia inventat), mentre que Welkin és un comandant de tanc (el qual és idèntic al 97 Chi-Ha de l'Exèrcit imperial japonès). La llista completa dels rols és la següent: scout, comandant de tanc, franctirador, lanceros anti-tancs, metges, enginyers i infanteria d'assalt. La varietat de classes ofereix un enfocament tàctic important, ja que unes unitats resulten febles contra certs enemics i forts contra uns altres, sent essencial un correcte ús. Completant missions i guanyant experiència es poden millorar l'equip dels personatges i aconseguir nous reclutes per a l'esquadró.
L'entorn és un factor clau per a cada trobada, per exemple en un entorn urbà els franctiradors poden apostar-se en les teulades i eliminar així als enemics amb facilitat. Els tancs poden trencar parets i altres obstacles per crear nous camins, així com els edificis ofereixen una cobertura sòlida, el fullatge ofereix una cobertura lleu.

## Llançament i recepció
El 29 de setembre del 2008, la divisió de SEGA a Amèrica va mostrar el pre-llançament en exclusiva de Valkyria Chronicles en l'esdeveniment de Sony Metreon en San Francisco. Premsa i públic van estar convidats i SEGA va sortejar bandes sonores, figures, pòsters signats pel productor japonès Ryutaro Nonaka i una PlayStation 3 de 80Gb.
Valkyria Chronicles ha tingut una bona rebuda de la crítica incloent IGN, RPGland, RPGFan, G4TV's X-Play, Gametrailers i Gamespot. Les vendes del títol, la setmana del llançament al Japó va tenir un gran acolliment amb més de 77.000 còpies venudes, les quals es van reduir fins a 33.000 en el llançament nord-americà. Ostenta el lloc 93 en els jocs més venuts del 2008 al Japó amb 141.589 còpies venudes.
El joc va ser rellançat al Japó amb l'etiqueta "The Best" a un preu reduït de 3.900 iens (aproximadament uns 29 €).

### Premis i nominacions
- Diehard GameFAN: Guanyador Millor Joc Playstation 3 i Millor joc de l'any.[6]

- GameSpot: Guanyador Millors Gràfics Artístics. GameSpot va dir: "Juntament amb el seu subtil i màgica banda sonora, Valkyria Chronicles atorga una mirada distintiva de contes, és un plaure atorgar-li el premi de Millors Gràfics Artístics de 2008."[7]

- GameSpy: Guanyador Millor banda sonora original 2008,[8] Joc d'estratègia de l'any 2008.[9]

- GameTrailers: Nominat Millor joc de Rol 2008. Gametrailers va dir: "Una sorprenent reimaginación de la Segona Guerra Mundial amb una perspectiva de paper i cor tàctic que barreja l'estratègia amb elements de temps real dels jocs en 1ªpersona."

- Gaming Target: "40 jocs que seguirem jugant del 2008" selection[10]

- IGN: Guanyador Joc d'estratègia PlayStation 3 2008. IGN va dir: "L'absolutament brillant Valkyria Chronicles, que barreja el control directe de les unitats amb el control tradicional de l'estratègia per torns i les operacions dels RPG. Fins i tot amb una base sòlida, no obstant això, rares vegades el joc s'acomoda en una sensació d'excés de familiaritat amb les normes bàsiques i tornant el guió gairebé constantment amb inventiva però poc enginyosos desafiaments."[11]

- VG Chartz: Guanyador Millor joc de Rol Japonès 2008, Joc d'estratègia de l'any 2008, and Best Game No One Played 2008.

### Anime
L'adaptació animi del joc es va estrenar el 4 d'abril del 2009, produït per Aniplex's A-1 Pictures. Les sèries estan dirigides per Yasutaka Yamamoto i escrites per Michiko Yokote. El tema musical, 明日へのキズナ (Asu e no Kizuna "The Bonds that Lead to Tomorrow") realitzat per Catherine St. Onge, com a guanyador de la competició Animax Anison Grand Prix, triat en virtut del seu sobrenom d'HIMEKA; la partitura original per l'animi està compost i dirigit pel compositor del joc Hitoshi Sakimoto.
Ambientada en la Segona Guerra d'Europa entre l'Imperi autocràtic d'Orient i la Federació Atlàntica, la trama se centra en el front de Gàl·lia. La lluita entre l'Imperi i el Principat de Gallia. Welkin Gunther, un estudiant universitari i fill de l'heroi de la Primera Guerra d'Europa general Belgen Gunther, Isara Gunther, una brillant mecànic Darcsen i germana adoptiva de Welkin, i Alicia Melchiott, una fornera i membre de la defenses de Bruhl, decideixen involucrar-se en la guerra quan els imperials envaeixen la Gàl·lia per assegurar els rics jaciments Ragnite. Després d'aconseguir escapar de la seva ciutat natal Bruhl quan els Imperials la van capturar, els tres s'uneixen a l'Escuadron 7 de la milícia Gàl·lia per ajudar a alliberar al seu país de l'Imperi.
La sèrie està composta de 26 episodis. En general, després de la història del joc original, la versió de l'animi es diferencia de la seva font en termes de caracterització dels principals actors, com Alicia, i introdueix un caràcter únic a l'anime, Ramal Valt. Al mateix temps que manté elements de la mirada del motor LONA, els personatges van ser redissenyats per l'anime per Atsuko Watanabe.

### Manga
S'han adaptat dos còmics pispa basats en el joc. Un d'ells titulat Valkyria Chronicles - Wish Your Smile (戦場のヴァルキュリア - Wish Your Smile, Senjō no Varukyuria - Wish Your Smile). Publicat per Enterbrain's Comics B's Log magazine centrats en dos personatges creats per al manga anomenats Mintz, un orfe que recentment allistat com a soldat, i Julius Klose, un franctirador, tots dos d'ells de l'armada Galiana. Escrit per Sega i autoritzat per Kyusei Tokito, i distribuït el 12 de novembre de 2008.
L'altre manga escrit per Sega i Kito En com a autor, usant el mateix títol. Alguns dels esdeveniments descrits es desvian una mica del joc. Va ser llançat i editat el 26 de novembre de 2008 per Kadokawa Shoten i amb sèrie per Comp Ace.

## Per a més informació
- Sega. Valkyria Chronicles: Design Archive.  Thornhill, Ontario: Udon Entertainment, 2011. ISBN 9781926778167.
- On the Gallian Front: Field Reports from the Second Europan War.  SEGA.